# Джакомо Джаоні
Джакомо Джаоні (італ. Giacomo Gaioni, 26 квітня 1905 — 14 листопада 1988) — італійський велогонщик.
Олімпійський чемпіон 1928 року в командній гонці переслідування.